# Kylie Christmas
Kylie Christmas es el decimotercero álbum de estudio y el primer álbum de Navidad de la cantante australiana Kylie Minogue. Fue lanzado por Parlophone el 13 de noviembre de 2015. El álbum contiene dos versiones y canciones originales.

## Desarrollo y grabación
Kylie Christmas es primer álbum de estudio de la Navidad de Minogue y su álbum de estudio decimotercero en total. Minogue lanzó previamente la pista de Navidad "Santa Baby", que apareció en su sencillo "Please Stay" de 2000, una grabación de "Let It Snow" en 2010 y dos obras de teatro extendidos en 2010 titulado A Kylie Christmas y A Christmas Gift. Minogue dijo que tenía la Navidad en Los Ángeles, California en 2014, y su amiga sugieren la grabación de un álbum de Navidad. Kylie Christmas se registró en el Angel Studios y Sarm Music Village, y ofrece una mezcla de ambas canciones clásicas de Navidad y nuevo material original. El guitarrista y productor estadounidense Nile Rodgers y la hermana de Kylie Dannii Minogue se reportaron estar trabajando en el álbum, mientras que The Sun dijo que ella había grabado "mitad del álbum".

## Lanzamiento y promoción
En octubre de 2015, Minogue anunció el lanzamiento de Kylie Christmas. La obra de arte del álbum y la lista de pistas fue revelado el día siguiente. Sin embargo, el 9 de octubre se cambió la carátula del álbum. Kylie Christmas fue puesto en libertad el 13 de noviembre de 2015, como un CD y DVD, mientras que una edición en vinilo blanco limitada saldrá a la venta el 27 de noviembre. El álbum Deluxe consta de dieciséis canciones, mientras que las ediciones de descarga y vinilo digitales cuentan con trece pistas, mientras que el DVD incluye seis videos musicales.

## Lista de canciones
| N.º | Título                                                | Escritor(es)                                   | Productor(es)            | Duración |  |
| 1.  | «It's the Most Wonderful Time of the Year»            | Edward Pola George Wyle                        | Steve Anderson           | 2:44     |  |
| 2.  | «Santa Claus Is Coming to Town» (feat. Frank Sinatra) | John Frederick Coots Haven Gillespie           | Charles Pignone Anderson | 2:15     |  |
| 3.  | «Winter Wonderland»                                   | Felix Bernard Richard B. Smith                 | Anderson                 | 1:53     |  |
| 4.  | «Christmas Wrapping» (con Iggy Pop)                   | Chris Butler                                   | Anderson                 | 5:05     |  |
| 5.  | «Only You» (con James Corden)                         | Vincent Clarke                                 | Anderson                 | 3:05     |  |
| 6.  | «I'm Gonna Be Warm This Winter»                       | Hank Hunter Mark Barkan                        | Anderson                 | 2:29     |  |
| 7.  | «Every Day's Like Christmas»                          | Mikkel Eriksen Tor Erik Hermansen Chris Martin | Stargate                 | 4:12     |  |
| 8.  | «Let It Snow»                                         | Sammy Cahn Jule Styne                          | Anderson                 | 1:56     |  |
| 9.  | «White December»                                      | Kylie Minogue Karen Poole Matt Prime           | Prime                    | 3:07     |  |
| 10. | «2000 Miles»                                          | Chrissie Hynde                                 | Anderson                 | 3:34     |  |
| 11. | «Santa Baby»                                          | Joan Javits Philip Springer Tony Springer      | Anderson                 | 3:22     |  |
| 12. | «Christmas Isn't Christmas 'Til You Get Here»         | Minogue Poole Anderson                         | Anderson                 | 3:03     |  |
| 13. | «Have Yourself a Merry Little Christmas»              | Hugh Martin Ralph Blane                        | Anderson                 | 3:22     |  |

| Deluxe edition bonus tracks |                                    |                                             |                         |          |  |
| N.º                         | Título                             | Escritor(es)                                | Productor(es)           | Duración |  |
| 14.                         | «Oh Santa»                         | Minogue Ash Howes Richard Stannard Anderson | Howes Stannard Anderson | 2:38     |  |
| 15.                         | «100 Degrees» (con Dannii Minogue) | Minogue Howes Stannard Anderson             | Howes Stannard Anderson | 4:31     |  |
| 16.                         | «Cried Out Christmas»              | Minogue Poole Prime                         | Prime                   | 3:44     |  |

| Deluxe edition DVD |                                               |              |               |          |  |
| N.º                | Título                                        | Escritor(es) | Productor(es) | Duración |  |
| 1.                 | «It's the Most Wonderful Time of the Year»    |              |               | 2:44     |  |
| 2.                 | «2000 Miles»                                  |              |               | 3:35     |  |
| 3.                 | «Christmas Isn't Christmas 'Til You Get Here» |              |               | 3:04     |  |
| 4.                 | «100 Degrees» (with Dannii Minogue)           |              |               | 4:31     |  |
| 5.                 | «I'm Gonna Be Warm This Winter»               |              |               | 2:29     |  |
| 6.                 | «Oh Santa»                                    |              |               | 2:37     |  |

## Posición en listas
| Gráfico (2015)                  | Máxima posición |
| ------------------------------- | --------------- |
| Alemania (Media Control Charts) | 34              |
| Australia (ARIA Charts)         | 7               |
| Bélgica (Ultratop Flandes)      | 23              |
| Bélgica (Ultratop Valonia)      | 53              |
| Hungría (MAHASZ)                | 8               |
| Irlanda (IRMA)                  | 14              |
| Italia (FIMI)                   | 59              |
| Países Bajos (MegaCharts)       | 41              |
| Reino Unido (UK Albums Chart)   | 12              |